# Botanophila marginella
Botanophila marginella är en tvåvingeart som först beskrevs av Malloch 1918.  Botanophila marginella ingår i släktet Botanophila och familjen blomsterflugor. Inga underarter finns listade i Catalogue of Life.